# Hvozdavka Perșa, Bârzula
Hvozdavka Perșa (în ucraineană Гвоздавка Перша) este un sat în comuna Zelenohirske din raionul Bârzula, regiunea Odesa, Ucraina.

## Demografie
Componența lingvistică a localității Hvozdavka Perșa
     Ucraineană (98,11%)
     Alte limbi (1,73%)
Conform recensământului din 2001, majoritatea populației localității Hvozdavka Perșa era vorbitoare de ucraineană (98,11%), existând în minoritate și vorbitori de alte limbi.